# 大阪外道 OSAKA VIOLENCE
『大阪外道　OSAKA VIOLENCE』（おおさかげどうおおさかばいおれんす）は、2015年7月11日に公開された日本映画。監督は石原貴洋、主演は木村涼介、大宮将司、河本政則。大人からは”外道”と呼ばれるが、子どもにはやさしい杉村良夫と大人にも子どもにも”非道”な飛高道玄との対決が12歳の不良少年の眼をとおして描かれる。

## あらすじ
大阪・下町。父子家庭に育つ12歳のマサシは近所の悪ガキとつるんで、いたずら、万引き、ひったくりなどの悪さをしていた。松岡組の組員とは顔見知りで道で会うと小遣いをせびっていたが、金をもらっても不良高校生にカツアゲされてしまう。”外道”杉村は不良高校生から金を巻き上げたり、銭湯、ホルモン焼き屋などのケツ持ちをして収入を得ていた。
一方”非道”飛高は6年の刑期を終えてさいきん出所してきたばかり。松岡組の尻拭いでつかまったのに放ったらかしにされて腹を立てている。飛高が平気でチンピラを殺すところをマサシは目撃する。ヤクザって人を殺してもええの？もしオレがヤクザに殺されたらどうする？と聞かれた父は、いてもうたる、と答える。
飛高は松岡組の事務所に乗り込んで売上金を奪うが組員たちは手を出せない。家に帰ると飛高には小学生くらいの息子（テツオ）と娘（アユミ）がいたが、テツオばかりをひどく殴った。組幹部はひそかに飛高を殺して埋める計画を立て、ヒットマンを雇う。
製材所に勤めるマサシの父が材木の下敷きになり入院する。親戚が集まって相談するが誰もマサシを引き取ろうとしない。するとマサシの友達が、ナオミ姉ちゃんの家に行けば助けてくれる、とある文化住宅に連れていく。杉村の家であった。杉村は自分の娘以外に行き場のない3人の子どもの面倒を見ていた。ある日家出したテツオをナオミが連れてきた。
帰ってこないテツオをさがし回る途中、飛高はヒットマンに襲われるが返り討ちにする。松岡組事務所に向かい、皆殺しにする。そして杉村の家をつきとめテツオをみつけて殴る。連れて帰ろうとする飛高と、その子オレが預かるという杉村とでケンカになる。杉村は重傷を負い、マサシも殺されそうになる。退院したマサシの父があらわれ飛高をいてまう。

## キャスト
- マサシ - 木村涼介
- マサシの父 - 水野祐介
- 杉村良夫 通称"外道" - 大宮将司
- 杉村ナオミ - 大西美里
- 飛高道玄 通称"非道" -  河本政則（河政則）(初代 彫政統)
- 妖術殺人師 通称"銀的中" - 仲谷進
- 松岡組・総長 - 北川弘美
- 松岡組・組長 - 佐波太郎
- 松岡組・幹部 - 上野央
- 文化住宅2階の住人 - 前野朋哉 、片倉わき

## スタッフ
- 脚本・編集・監督 - 石原貴洋
- プロデューサー - 林海象
- 制作 - 上野央、長江将史
- 撮影 -  石原貴洋
- 照明 -  上野央、河本政則、大峠泉
- 車両 - 大宮将司
- 音響ホラーサウンドシステム -  石原貴洋
- 美術 - 光安久美
- 特殊メイク - 仲谷進、西村美希、布野慶一、浅井美香、野中ひゆ
- 音楽 - 今村左悶

## 受賞歴
- 2012年 ゆうばり国際ファンタスティック映画祭オフシアター・コンペティション部門グランプリ
- 2012年 第16回富川国際ファンタスティック映画祭正式出品

## その他
『VIOLENCE PM』でゆうばり国際ファンタスティック映画祭2011オフシアター部門 北海道知事賞を受賞した際、「次は絶対に負けないという思いで力を入れた」とコメント。言葉通り翌年『大阪外道 OSAKA VIOLENCE』はグランプリを受賞した。